# Maison Linder
L'ancienne maison Linder (nom d'un propriétaire du XXe siècle) est un bâtiment de style classique situé au 94 de la Grande-Rue de la commune vaudoise de Morges, en Suisse.

## Histoire
L'histoire de cette parcelle est attestée en tout cas depuis le XVe siècle. On dit en 1460 qu'elle touche aux fossés de la ville. Au XVIe siècle se trouve ici l'auberge de la Tête Noire. Vers 1682, Jean-François Panchaud fait en grande partie reconstruire l’édifice, sans doute avec le concours du maître maçon Pierre Billon. Cette longue parcelle comporte deux corps de logis d’inégale largeur séparés par une cour intérieure et desservis par d’intéressantes galeries à arcades. La façade sur rue, millésimée 1682 sur l’axe, avec ses pilastres à trois ordres superposés (toscan, ionique et corinthien) présente une composition rarement observée sur des maisons bourgeoises. Les appartements recèlent de remarquables peintures murales et plafonds peints.
En 1998, la maison Linder a été totalement rénovée. Le bâtiment est classé monument historique et inscrit comme bien culturel suisse d'importance nationale,.